# Massimo Colomba
Massimo Colomba (ur. 24 sierpnia 1977) – szwajcarski piłkarz występujący na pozycji bramkarza. Obecnie zawodnik FC Basel. Wcześniej występował w Neuchâtel Xamax, Grasshopper Club i FC Aarau.